# Goesia depressa
Goesia depressa är en kräftdjursart som först beskrevs av Goës 1866.  Goesia depressa ingår i släktet Goesia och familjen Aoridae. Inga underarter finns listade i Catalogue of Life.